# František Štafa
František Štafa (ur. 31 marca 1932 w Senice na Hané) – czechosłowacki inżynier i polityk komunistyczny, burmistrz Pragi w latach 1981–1988.

## Życiorys
Pochodził z rodziny robotniczej. Początkowo pracował jako ślusarz, a następnie studiował zaocznie inżynierię. W 1959 roku ukończył Politechnikę Czeską w Pradze. Następnie pracował w ČSM oraz komitecie miejskim i komitecie centralnym Komunistycznej Partii Czechosłowacji. W latach 1970–1981 pełnił funkcję szefa kancelarii premiera Czechosłowacji. 
22 czerwca 1981 roku został wybrany burmistrzem Pragi. W 1982 roku został członkiem Komitetu Centralnego Komunistycznej Partii Czechosłowacji, a rok później posłem do Zgromadzenia Federalnego. Za sugestią Miroslava Štěpána, 4 lipca 1988 roku został usunięty z urzędu burmistrza. Pozostał członkiem Komitetu Centralnego i Zgromadzenia Federalnego do aksamitnej rewolucji.